# Hohtälli
Hohtälli är en bergstopp i Schweiz.   Den ligger i distriktet Visp och kantonen Valais, i den södra delen av landet, 110 km söder om huvudstaden Bern. Toppen på Hohtälli är 3 286 meter över havet, eller 82 meter över den omgivande terrängen. Bredden vid basen är 0,40 km.
Terrängen runt Hohtälli är huvudsakligen bergig, men den allra närmaste omgivningen är kuperad. Trakten runt Hohtälli är nära nog obefolkad, med mindre än två invånare per kvadratkilometer.. Närmaste större samhälle är Zermatt, 5,5 km nordväst om Hohtälli. 
Trakten runt Hohtälli är permanent täckt av is och snö.